# 4525 Johnbauer
4525 Johnbauer (1982 JB3) là một tiểu hành tinh vành đai chính được phát hiện ngày 15 tháng 5 năm 1982 bởi Eugene Shoemaker, P. D. Wilder và Eleanor Helin ở Palomar. Nó được đặt theo tên John Bauer (1931–2002), who taught astronomy và physics ở San Diego City College for 37 năm.